# C++Builder
Chronologie des versions
C++Builder 11.3 Alexandria
C++ Builder est un logiciel de développement rapide d'applications (abr. RAD) conçu par Borland qui reprend les mêmes concepts, la même interface et la même bibliothèque que Delphi, mais en utilisant le langage C++ au lieu de Delphi/Pascal.
Il permet de créer rapidement des applications Win32, Win64, MacOS, iOS, Android (et à partir de la version Rio, pour GNU/Linux Ubuntu), ainsi qu'une interface graphique avec son éditeur de ressources.
Utilisant en interne le compilateur Clang, il est compatible avec la version de norme ISO C++ C++17.

## Histoire
Au début, C++ Builder a visé seulement la plateforme Windows. Des versions plus récentes permettent le développement sur MacOS ainsi que sur les plateformes mobiles iOS et Android, voire très récemment GNU/Linux Ubuntu.
À l’origine, en 2003, Borland a sorti le C++ BuilderX (CBX), qui avait été écrit avec le même framework que JBuilder et un peu de ressemblance avec C++ Builder ou Delphi. Ce produit avait visé le développement de larges programmes pour les entreprises ; cependant, il n'avait pas eu un grand succès commercial. À la fin 2004, Borland a annoncé qu'elle allait continuer le développement de C++ Builder (classique) et le distribuer en une seule suite avec Delphi, abandonnant C++ BuilderX.
Un an après cela, Borland a lancé C++ Builder 2006, qui fournit des améliorations considérables et des corrections de bugs. C++ Builder 2006 fait partie de Borland Developper Studio, une seule collection contenant Delphi, C++ Builder et C# Builder. Plus tard, Borland a fait revivre la série des "Turbo" et a proposé deux éditions Turbo de C++ Builder : Turbo C++ Professionnel, et Turbo C++ Explorer (gratuit).
En 2006, Borland a créé une filiale, CodeGear, qui reprend la totalité du développement et de la commercialisation de tous leurs outils de programmation et leurs IDE associés. 
En 2007, CodeGear a diffusé C++ Builder 2007, fournissant un support de l'API Microsoft Windows Vista, plus de respect de la norme ANSI, un EDI cinq fois plus rapide[citation nécessaire], supportant le MSBuild, l'architecture de Base de données DBX4, et la VCL pour le Web qui supporte AJAX.
À partir de 2012, le framework FMX permet le développement multiplateforme sur une interface graphique vectorielle 2D/3D.
En 2018, la sortie de la version communautaire permet d'accéder gratuitement au développement sur Windows 64, MacOS, iOS, et Android.

## Historique des versions
| Année          | Version                           |
| -------------- | --------------------------------- |
| Février 1997   | 1                                 |
| Février 1998   | 3                                 |
| Janvier 1999   | 4 (Inprise)                       |
| Janvier 2000   | 5                                 |
| Février 2002   | 6                                 |
| Août 2003      | X                                 |
| Novembre 2005  | 2006                              |
| Juin 2007      | 2007                              |
| Août 2008      | 2009                              |
| Août 2009      | 2010                              |
| Août 2010      | XE                                |
| Août 2011      | XE2                               |
| Septembre 2012 | XE3                               |
| Avril 2013     | XE4                               |
| Septembre 2013 | XE5                               |
| Avril 2014     | XE6                               |
| Septembre 2014 | XE7                               |
| Avril 2015     | XE8                               |
| Août 2015      | 10 Seattle                        |
| Avril 2016     | 10.1 Berlin                       |
| Mars 2017      | 10.2 Tokyo                        |
| Novembre 2018  | 10.3 Rio                          |
| Mai 2020       | 10.4 Sydney                       |
| Septembre 2021 | 11 Alexandria                     |
| Mars 2022      | 11.1 Alexandria                   |
| Juillet 2022   | 11.1.5 Alexandria                 |
| Septembre 2022 | 11.2 Alexandria                   |
| Février 2023   | 11.3 Alexandria                   |
| Avril 2023     | Community Edition 11.3 Alexandria |

## Exemples de projets réalisés avec C++Builder
C++Builder est utilisé pour la réalisation de logiciels spécifiques d'entreprise, mais aussi pour des produits informatiques standard tels que :
- WinSCP ;